# Giải thưởng Điện ảnh Buil
Giải thưởng Điện ảnh Buil (tiếng Hàn: 부일 영화상) là một lễ trao giải điện ảnh của Hàn Quốc do báo Busan Ilbo tổ chức. Nó bắt đầu vào năm 1958 như một trong những giải thưởng điện ảnh sớm nhất trong nước. Trong những năm 1950 và 1960, đây là sự kiện trao giải điện ảnh lớn nhất ở khu vực Busan, và được tổ chức thường niên cho đến năm 1973. Sự kiện này đã trải qua 34 năm gián đoạn từ 1974 đến 2007 khi ngành điện ảnh mất dần sức hấp dẫn do sự kiểm duyệt của chính phủ và ngành công nghiệp truyền hình đang phát triển.

## Lễ trao giải
Sau 23 năm vắng bóng, giải thưởng đã được hồi sinh khi Giải thưởng điện ảnh Buil lần thứ 17 diễn ra vào ngày 9 tháng 10 năm 2008 tại khách sạn Grand ở quận Haeundae, Busan. Nó hiện là một trong những điểm nổi bật của Liên hoan phim Quốc tế Busan đang diễn ra.
Giải thưởng Phim Buil lần thứ 30 được tổ chức vào ngày 7 tháng 10 năm 2021 tại Trung tâm Hội nghị và Triển lãm Busan (BEXCO Auditorium) ở Busan. Điểm nổi bật của giải thưởng năm nay là lần đầu tiên có các phim Over-the-top (OTT) như The Call và Night in Paradise.

## Hạng mục
- Bộ phim xuất sắc nhất
- Đạo diễn xuất sắc nhất
- Nam diễn viên chính xuất sắc nhất
- Nữ diễn viên chính xuất sắc nhất
- Nam diễn viên phụ xuất sắc nhất
- Nữ diễn viên phụ xuất sắc nhất
- Đạo diễn mới xuất sắc nhất
- Nam diễn viên mới xuất sắc nhất
- Nữ diễn viên mới xuất sắc nhất
- Kịch bản xuất sắc nhất
- Quay phim xuất sắc nhất
- Đạo diễn nghệ thuật xuất sắc nhất
- Âm nhạc xuất sắc nhất
- Buil Readers' Jury Award (via internet voting)
- Yu Hyun-mok Giải thưởng nghệ thuật điện ảnh
- Phim nước ngoài xuất sắc nhất

## Bộ phim xuất sắc nhất
| Lần | Năm  | Phim đoạt giải                | Đạo diễn       |
| --- | ---- | ----------------------------- | -------------- |
| 1   | 1958 | The Lost Youth                | Yu Hyun-mok    |
| 2   | 1959 | The Life Seized               | Yu Hyun-mok    |
| 3   | 1960 | Defiance of a Teenager        | Kim Ki-young   |
| 4   | 1961 | Romance Papa                  | Shin Sang-ok   |
| 5   | 1962 | The Houseguest and My Mother  | Shin Sang-ok   |
| 6   | 1963 | Only for You                  | Yu Hyun-mok    |
| 7   | 1964 | Goryeojang                    | Kim Ki-young   |
| 8   | 1965 | Extra Human Being             | Yu Hyun-mok    |
| 9   | 1966 | The Sea Village               | Kim Soo-yong   |
| 10  | 1967 | Late Autumn                   | Lee Man-hee    |
| 11  | 1968 | Flame in the Valley           | Kim Soo-yong   |
| 12  | 1969 | Descendants of Cain           | Yu Hyun-mok    |
| 13  | 1970 | The Old Jar Craftsman         | Choi Ha-won    |
| 14  | 1971 | Frozen Spring                 | Jung Jin-woo   |
| 15  | 1972 | Bun-rye's Story               | Yu Hyun-mok    |
| 16  | 1973 | Oyster Village                | Jung Jin-woo   |
| 17  | 2008 | Night and Day                 | Hong Sang-soo  |
| 18  | 2009 | Mother                        | Bong Joon-ho   |
| 19  | 2010 | Thi ca                        | Lee Chang-dong |
| 20  | 2011 | The Front Line                | Jang Hoon      |
| 21  | 2012 | A Muse                        | Jung Ji-woo    |
| 22  | 2013 | Snowpiercer                   | Bong Joon-ho   |
| 23  | 2014 | The Admiral: Roaring Currents | Kim Han-min    |
| 24  | 2015 | The Shameless                 | Oh Seung-uk    |
| 25  | 2016 | Veteran                       | Ryoo Seung-wan |
| 26  | 2017 | A Taxi Driver                 | Jang Hoon      |
| 27  | 2018 | The Spy Gone North            | Yoon Jong-bin  |
| 28  | 2019 | Ký sinh trùng                 | Bong Joon-ho   |
| 29  | 2020 | House of Hummingbird          | Kim Bora       |
| 30  | 2021 | Escape from Mogadishu         | Ryoo Seung-wan |
| 31  | 2022 | Quyết tâm chia tay            | Park Chan-wook |
| 32  | 2023 | Địa đàng sụp đổ               | Um Tae-hwa     |

## Đạo diễn xuất sắc nhất
| Lần | Năm  | Đạo diễn        | Phim đoạt giải                 |
| --- | ---- | --------------- | ------------------------------ |
| 1   | 1958 | Yu Hyun-mok     | The Lost Youth                 |
| 2   | 1959 | Yu Hyun-mok     | The Life Seized                |
| 3   | 1960 | Kim Ki-young    | Defiance of a Teenager         |
| 4   | 1961 | Lee Seong-gu    | A Young Look                   |
| 5   | 1962 | Shin Sang-ok    | The Houseguest and My Mother   |
| 6   | 1963 | Yu Hyun-mok     | Only for You                   |
| 7   | 1964 | Kim Ki-young    | Goryeojang                     |
| 8   | 1965 | Yu Hyun-mok     | Extra Human Being              |
| 9   | 1966 | Kim Soo-yong    | The Sea Village                |
| 10  | 1967 | Lee Man-hee     | Late Autumn                    |
| 11  | 1968 | Kim Soo-yong    | Mist                           |
| 12  | 1969 | Jung So-young   | Love Me Once Again             |
| 13  | 1970 | Jung So-young   | Forgotten Woman                |
| 14  | 1971 | Jung Jin-woo    | Frozen Spring                  |
| 15  | 1972 | Yu Hyun-mok     | Bun-rye's Story                |
| 16  | 1973 | Jung Jin-woo    | Oyster Village                 |
| 17  | 2008 | Na Hong-jin     | The Chaser                     |
| 18  | 2009 | Yoon Je-kyoon   | Haeundae                       |
| 19  | 2010 | Hong Sang-soo   | Ha Ha Ha                       |
| 20  | 2011 | Kim Tae-yong    | Late Autumn                    |
| 21  | 2012 | Lee Han         | Punch                          |
| 22  | 2013 | Ryoo Seung-wan  | The Berlin File                |
| 23  | 2014 | Hong Sang-soo   | Our Sunhi                      |
| 24  | 2015 | Kwak Kyung-taek | The Classified File            |
| 25  | 2016 | Lee Joon-ik     | Dongju: The Portrait of a Poet |
| 26  | 2017 | Kim Sung-su     | Asura: The City of Madness     |
| 27  | 2018 | Lee Chang-dong  | Burning                        |
| 28  | 2019 | Kim Tae-gyun    | Dark Figure of Crime           |
| 29  | 2020 | Jung Ji-woo     | Tune in for Love               |
| 30  | 2021 | Lee Joon-ik     | The Book of Fish               |
| 31  | 2022 | Kim Han-min     | Hansan: Rising Dragon          |
| 32  | 2023 | Jung Ju-ri      | Next Sohee                     |

## Nam diễn viên chính xuất sắc nhất
| Lần | Năm  | Diễn viên       | Phim đoạt giải                       |
| --- | ---- | --------------- | ------------------------------------ |
| 1   | 1958 | Kim Seung-ho    | The Wedding Day                      |
| 2   | 1959 | Kim Seung-ho    | The Life Seized                      |
| 3   | 1960 | Kim Jin-kyu     | There Is No Tragedy                  |
| 4   | 1961 | Kim Jin-kyu     | Mr. Park                             |
| 5   | 1962 | Kim Jin-kyu     | Seong Chun-hyang                     |
| 6   | 1963 | Shin Young-kyun | Prince Yeonsan                       |
| 7   | 1964 | Shin Seong-il   | Private Tutor                        |
| 8   | 1965 | Kim Jin-kyu     | Deaf Sam-yong                        |
| 9   | 1966 | Shin Seong-il   | Heukmaek                             |
| 10  | 1967 | Shin Young-kyun | A Water Mill                         |
| 11  | 1968 | Park No-sik     | When the Buckwheat Flowers Blossom   |
| 12  | 1969 | Kim Jin-kyu     | Descendants of Cain                  |
| 13  | 1970 | Hwang Hae       | The Old Jar Craftsman                |
| 14  | 1971 | Namkoong Won    | Pilnyeo                              |
| 15  | 1972 | Lee Soon-jae    | Bun-rye's Story                      |
| 16  | 1973 | Kim Hee-ra      | Oyster Village                       |
| 17  | 2008 | Kim Yoon-seok   | The Chaser                           |
| 18  | 2009 | Ha Jung-woo     | My Dear Enemy                        |
| 19  | 2010 | Jung Jae-young  | Moss                                 |
| 20  | 2011 | Ryoo Seung-bum  | The Unjust                           |
| 21  | 2012 | Choi Min-sik    | Nameless Gangster: Rules of the Time |
| 22  | 2013 | Hwang Jung-min  | New World                            |
| 23  | 2014 | Song Kang-ho    | The Attorney                         |
| 24  | 2015 | Lee Jung-jae    | Assassination                        |
| 25  | 2016 | Lee Byung-hun   | Inside Men                           |
| 26  | 2017 | Song Kang-ho    | A Taxi Driver                        |
| 27  | 2018 | Lee Sung-min    | The Spy Gone North                   |
| 28  | 2019 | Gi Ju-bong      | Hotel by the River                   |
| 29  | 2020 | Lee Byung-hun   | The Man Standing Next                |
| 30  | 2021 | Yoo Ah-in       | Voice of Silence                     |
| 31  | 2022 | Park Hae-il     | Quyết tâm chia tay                   |
| 32  | 2023 | Lee Byung-hun   | Địa đàng sụp đổ                      |

## Nữ diễn viên chính xuất sắc nhất
| Lần | Năm  | Diễn viên      | Phim đoạt giải                                  |
| --- | ---- | -------------- | ----------------------------------------------- |
| 1   | 1958 | Ju Jeung-ryu   | The Star of Lost Paradise                       |
| 2   | 1959 | Choi Eun-hee   | A Flower in Hell                                |
| 3   | 1960 | Jo Mi-ryeong   | Defiance of a Teenager                          |
| 4   | 1961 | Moon Jung-suk  | Soil                                            |
| 5   | 1962 | Choi Eun-hee   | The Houseguest and My Mother                    |
| 6   | 1963 | Lee Min-ja     | Only for You                                    |
| 7   | 1964 | Kim Ji-mee     | Blood Relation                                  |
| 8   | 1965 | Kim Hye-jeong  | Wife's Confession                               |
| 9   | 1966 | Choi Eun-hee   | The Sino-Japanese War and Queen Min the Heroine |
| 10  | 1967 | Moon Jung-suk  | Late Autumn                                     |
| 11  | 1968 | Ju Jeung-ryu   | Flame in the Valley                             |
| 12  | 1969 | Moon Hee       | Descendants of Cain                             |
| 13  | 1970 | Jeon Gye-hyeon | Forgotten Woman                                 |
| 14  | 1971 | Yoon Jeong-hee | First Experience                                |
| 15  | 1972 | Kim Ji-mee     |                                                 |
| 16  | 1973 | Yoon Jeong-hee | Oyster Village                                  |
| 17  | 2008 | Soo Ae         | Sunny                                           |
| 18  | 2009 | Kim Hye-ja     | Mother                                          |
| 19  | 2010 | Moon So-ri     | Ha Ha Ha                                        |
| 20  | 2011 | Jung Yu-mi     | Oki's Movie                                     |
| 21  | 2012 | Kim Min-hee    | Helpless                                        |
| 22  | 2013 | Han Hyo-joo    | Cold Eyes                                       |
| 23  | 2014 | Shim Eun-kyung | Miss Granny                                     |
| 24  | 2015 | Jeon Do-yeon   | The Shameless                                   |
| 25  | 2016 | Son Ye-jin     | The Truth Beneath                               |
| 26  | 2017 | Youn Yuh-jung  | The Bacchus Lady                                |
| 27  | 2018 | Kim Hee-ae     | Herstory                                        |
| 28  | 2019 | Jeon Do-yeon   | Birthday                                        |
| 29  | 2020 | Jung Yu-mi     | Kim Ji-young: Born 1982                         |
| 30  | 2021 | Jeon Jong-seo  | The Call                                        |
| 31  | 2022 | Thang Duy      | Quyết tâm chia tay                              |
| 32  | 2023 | Kim Seo-hyung  | Green House                                     |

## Nam diễn viên phụ xuất sắc nhất
| Lần | Năm  | Diễn viên       | Phim đoạt giải                       |
| --- | ---- | --------------- | ------------------------------------ |
| 17  | 2008 | Kim Min-jun     | A Love                               |
| 18  | 2009 | Kim In-kwon     | Haeundae                             |
| 19  | 2010 | Yoo Jun-sang    | Ha Ha Ha                             |
| 20  | 2011 | Ko Chang-seok   | The Front Line                       |
| 21  | 2012 | Cho Jin-woong   | Nameless Gangster: Rules of the Time |
| 22  | 2013 | Ryu Seung-ryong | Masquerade                           |
| 23  | 2014 | Kwak Do-won     | The Attorney                         |
| 24  | 2015 | Lee Geung-young | Minority Opinion                     |
| 25  | 2016 | Kim Eui-sung    | Train to Busan                       |
| 26  | 2017 | Kim Hee-won     | The Merciless                        |
| 27  | 2018 | Ju Ji-hoon      | The Spy Gone North                   |
| 28  | 2019 | Park Myung-hoon | Parasite                             |
| 29  | 2020 | Lee Hee-joon    | The Man Standing Next                |
| 30  | 2021 | Heo Joon-ho     | Escape from Mogadishu                |
| 31  | 2022 | Im Si-wan       | Emergency Declaration                |
| 32  | 2023 | Kim Jong-soo    | Smugglers                            |

## Nữ diễn viên phụ xuất sắc nhất
| Lần | Năm  | Diễn viên      | Phim đoạt giải                    |
| --- | ---- | -------------- | --------------------------------- |
| 17  | 2008 | Kim Hae-sook   | Open City                         |
| 18  | 2009 | Kim Bo-yeon    | Possessed                         |
| 19  | 2010 | Youn Yuh-jung  | The Housemaid                     |
| 20  | 2011 | Kim Yeo-jin    | Children...                       |
| 21  | 2012 | Park Ji-young  | The Concubine                     |
| 22  | 2013 | Jang Young-nam | A Werewolf Boy                    |
| 23  | 2014 | Kim Young-ae   | The Attorney                      |
| 24  | 2015 | Moon Jung-hee  | Cart                              |
| 25  | 2016 | Park So-dam    | The Priests                       |
| 26  | 2017 | Kim Su-an      | The Battleship Island             |
| 27  | 2018 | Kim Sun-young  | Herstory                          |
| 28  | 2019 | Lee Jung-eun   | Parasite                          |
| 29  | 2020 | Lee Re         | Peninsula                         |
| 30  | 2021 | Kim Sun-young  | Three Sisters                     |
| 31  | 2022 | Lee Soo-kyung  | Miracle: Letters to the President |
| 32  | 2023 | Go Min-si      | Smugglers                         |

## Đạo diễn mới xuất sắc nhất
| Lần | Năm  | Diễn viên      | Phim đoạt giải        |
| --- | ---- | -------------- | --------------------- |
| 17  | 2008 | Oh Joum-kyun   | Viva! Love            |
| 18  | 2009 | Yang Ik-june   | Breathless            |
| 19  | 2010 | Ounie Lecomte  | A Brand New Life      |
| 20  | 2011 | Park Jung-bum  | The Journals of Musan |
| 21  | 2012 | Lee Kwang-kuk  | Romance Joe           |
| 22  | 2013 | Kim Byung-woo  | The Terror Live       |
| 23  | 2014 | July Jung      | A Girl at My Door     |
| 24  | 2015 | Hong Seok-jae  | Socialphobia          |
| 25  | 2016 | Yoon Ga-eun    | The World of Us       |
| 26  | 2017 | Lee Hyun-ju    | Our Love Story        |
| 27  | 2018 | Jeon Go-woon   | Microhabitat          |
| 28  | 2019 | Kim Ui-seok    | After My Death        |
| 29  | 2020 | Jo Min Jae     | Tiny Light            |
| 30  | 2021 | Hong Eui-jeong | Voice of Silence      |
| 31  | 2022 | Lee Jung-jae   | Hunt                  |
| 32  | 2023 | Lee Ji-eun     | The Hill of Secrets   |

## Nam diễn viên mới xuất sắc nhất
| Lần | Năm  | Diễn viên      | Phim đoạt giải                                              |
| --- | ---- | -------------- | ----------------------------------------------------------- |
| 17  | 2008 | Im Ji-kyu      | Milky Way Liberation Front, Who's That Knocking at My Door? |
| 18  | 2009 | So Ji-sub      | Rough Cut                                                   |
| 19  | 2010 | Song Sae-byeok | The Servant                                                 |
| 20  | 2011 | Lee Je-hoon    | The Front Line                                              |
| 21  | 2012 | Kim Sung-kyun  | Nameless Gangster: Rules of the Time                        |
| 22  | 2013 | Kim Jun-gu     | The Ugly Duckling                                           |
| 23  | 2014 | Lee Joo-seung  | Shuttlecock                                                 |
| 24  | 2015 | Byun Yo-han    | Socialphobia                                                |
| 25  | 2016 | Tae In-ho      | Shadow Island                                               |
| 26  | 2017 | Koo Kyo-hwan   | Jane                                                        |
| 27  | 2018 | Kim Choong-gil | Loser's Adventure                                           |
| 28  | 2019 | Sung Yu-bin    | Last Child                                                  |
| 29  | 2020 | Kim Dae Geon   | Clean Up                                                    |
| 30  | 2021 | Ha Jun         | Festival                                                    |
| 31  | 2022 | Lee Hyo-je     | Good Person                                                 |
| 32  | 2023 | Kim Seon-ho    | The Childe                                                  |

## Nữ diễn viên mới xuất sắc nhất
| Lần | Năm  | Diễn viên     | Phim đoạt giải                    |
| --- | ---- | ------------- | --------------------------------- |
| 17  | 2008 | Yoo Yeon-mi   | With a Girl of Black Soil         |
| 18  | 2009 | Seo Woo       | Crush and Blush                   |
| 19  | 2010 | Kim Sae-ron   | A Brand New Life                  |
| 20  | 2011 | Kang So-ra    | Sunny                             |
| 21  | 2012 | Kim Go-eun    | A Muse                            |
| 22  | 2013 | Jung Eun-chae | Nobody's Daughter Haewon          |
| 23  | 2014 | Lim Ji-yeon   | Obsessed                          |
| 24  | 2015 | Lee Yoo-young | Late Spring                       |
| 25  | 2016 | Kim Tae-ri    | The Handmaiden                    |
| 26  | 2017 | Choi Hee-seo  | Anarchist from Colony             |
| 27  | 2018 | Kim Da-mi     | The Witch: Part 1. The Subversion |
| 28  | 2019 | Jeon Yeo-been | After My Death                    |
| 29  | 2020 | Kang Mal-geum | Lucky Chan-sil                    |
| 30  | 2021 | Lee Yoo-mi    | Young Adult Matters               |
| 31  | 2022 | Choi Sung-eun | Ten Months                        |
| 32  | 2023 | Kim Si-eun    | Next Sohee                        |

## Kịch bản hay nhất
| Lần | Năm  | Biên kịch                    | Phim đoạt giải                 |
| --- | ---- | ---------------------------- | ------------------------------ |
| 17  | 2008 | Kim Hyun-seok                | Scout                          |
| 18  | 2009 | Yoon Je-kyoon                | Haeundae                       |
| 19  | 2010 | Lee Chang-dong               | Poetry                         |
| 20  | 2011 | Yook Sang-hyo                | He's on Duty                   |
| 21  | 2012 | Lee Yong-ju                  | Architecture 101               |
| 22  | 2013 | Kim Byung-woo                | The Terror Live                |
| 23  | 2014 | Shin Yeon-shick              | The Russian Novel              |
| 24  | 2015 | Kim Sung-je, Son A-ram       | Minority Opinion               |
| 25  | 2016 | Shin Yeon-shick              | Dongju: The Portrait of a Poet |
| 26  | 2017 | Hwang Seong-gu               | Anarchist from Colony          |
| 27  | 2018 | Kwon Sung-hwi, Yoon Jong-bin | The Spy Gone North             |
| 28  | 2019 | Bong Joon-ho, Han Jin Won    | Parasite                       |
| 29  | 2020 | Kim Bora                     | House of Hummingbird           |
| 30  | 2021 | Lee Gi-cheol, Ryoo Seung-wan | Escape from Mogadishu          |
| 31  | 2022 | Jung Wook                    | Good Person                    |
| 32  | 2023 | Kim Sae-in                   | The Apartment with Two Women   |

## Quay phim xuất sắc nhất
| Lần | Năm  | Quay phim                     | Phim đoạt giải                |
| --- | ---- | ----------------------------- | ----------------------------- |
| 17  | 2008 | Lee Mo-gae                    | The Good, the Bad, the Weird  |
| 18  | 2009 | Hong Kyung-pyo                | Mother                        |
| 19  | 2010 | Kim Woo-hyung                 | Paju                          |
| 20  | 2011 | Kim Tae-seong, Park Jong-chul | War of the Arrows             |
| 21  | 2012 | Choi Young-hwan               | The Thieves                   |
| 22  | 2013 | Hong Kyung-pyo                | Snowpiercer                   |
| 23  | 2014 | Kim Tae-seong                 | The Admiral: Roaring Currents |
| 24  | 2015 | Hong Kyung-pyo                | Haemoo                        |
| 25  | 2016 | Choi Young-hwan               | Veteran                       |
| 26  | 2017 | Park Jung-hun                 | The Villainess                |
| 27  | 2018 | Kim Woo-hyung                 | 1987: When the Day Comes      |
| 28  | 2019 | Hong Kyung-pyo                | Parasite                      |
| 29  | 2020 | Hong Kyung-pyo                | Deliver Us from Evil          |
| 30  | 2021 | Choi Young-hwan               | Escape from Mogadishu         |
| 31  | 2022 | Kim Ji-yong                   | Quyết tâm chia tay            |
| 32  | 2023 | Cho Hyung-rae                 | Địa đàng sụp đổ               |

## Đạo diễn nghệ thuật xuất sắc nhất
| Lần | Năm  | Đạo diễn nghệ thuật             | Phim đoạt giải                |
| --- | ---- | ------------------------------- | ----------------------------- |
| 17  | 2008 | Cho Hwa-sung                    | The Good, the Bad, the Weird  |
| 18  | 2009 | Jo Sang-gyeong                  | Modern Boy                    |
| 19  | 2010 | Kang Seung-yong                 | Blades of Blood               |
| 20  | 2011 | Ryu Seong-hee                   | The Front Line                |
| 21  | 2012 | Lee Ha-jun                      | The Thieves                   |
| 22  | 2013 | Ondrej Nekvasil                 | Snowpiercer                   |
| 23  | 2014 | Jang Choon-seob                 | The Admiral: Roaring Currents |
| 24  | 2015 | Ryu Seong-hee                   | Assassination                 |
| 25  | 2016 | Ryu Seong-hee                   | The Handmaiden                |
| 26  | 2017 | Lee Hwo-kyung                   | The Battleship Island         |
| 27  | 2018 | Park Il-hyun                    | The Spy Gone North            |
| 28  | 2019 | Park Il-hyun                    | Swing Kids                    |
| 29  | 2020 | Lee Geon Moon                   | Deliver Us from Evil          |
| 30  | 2021 | Jeong Seong-jin, Jeong Chol-min | Space Sweepers                |
| 31  | 2022 | Jeong Seong-jin, Jeong Chol-min | Hansan: Rising Dragon         |
| 32  | 2023 | Jin Jong-hyun                   | The Moon                      |

## Âm nhạc xuất sắc nhất
| Lần | Năm  | Nhạc sĩ              | Phim đoạt giải                 |
| --- | ---- | -------------------- | ------------------------------ |
| 17  | 2008 | Bang Jun-seok        | Sunny, Eye for an Eye          |
| 18  | 2009 | Lee Byung-woo        | Mother                         |
| 19  | 2010 | Shim Hyun-jung       | The Man from Nowhere           |
| 20  | 2011 | Lee Ji-soo           | Leafie, A Hen into the Wild    |
| 21  | 2012 | Kim Hong-jib         | The Taste of Money             |
| 22  | 2013 | Jo Yeong-wook        | The Berlin File                |
| 23  | 2014 | Jo Yeong-wook        | Kundo: Age of the Rampant      |
| 24  | 2015 | Jo Yeong-wook        | The Shameless                  |
| 25  | 2016 | Mowg                 | Dongju: The Portrait of a Poet |
| 26  | 2017 | Flash Flood Darlings | Jane                           |
| 27  | 2018 | Mowg                 | Burning                        |
| 28  | 2019 | Jung Jae-il          | Parasite                       |
| 29  | 2020 | Yeon Ri Mok          | Tune in for Love               |
| 30  | 2021 | Jun-seok Bang        | Escape from Mogadishu          |
| 31  | 2022 | Jo Yeong-wook        | Quyết tâm chia tay             |
| 32  | 2023 | Dalpalan             | Phantom                        |

## Giải thưởng của Ban giám khảo dành cho độc giả
| Lần | Năm  | Phim đoạt giải       | Đạo diễn       |
| --- | ---- | -------------------- | -------------- |
| 17  | 2008 | The Chaser           | Na Hong-jin    |
| 18  | 2009 | Take Off             | Kim Yong-hwa   |
| 19  | 2010 | The Man from Nowhere | Lee Jeong-beom |
| 20  | 2011 | War of the Arrows    | Kim Han-min    |
| 21  | 2012 | The Thieves          | Choi Dong-hoon |
| 22  | 2013 | Masquerade           | Choo Chang-min |
| 23  | 2014 | The Attorney         | Yang Woo-suk   |
| 24  | 2015 | Ode to My Father     | Yoon Je-kyoon  |
| 25  | 2016 | The Handmaiden       | Park Chan-wook |
| 26  | 2017 | A Taxi Driver        | Jang Hoon      |

## Giải thưởng nghệ thuật điện ảnh Yu Hyun-mok
| Lần | Năm  | Người nhận     | Phim đoạt giai  |
| --- | ---- | -------------- | --------------- |
| 18  | 2009 | Yim Soon-rye   |                 |
| 19  | 2010 | Shim Jae-myung |                 |
| 20  | 2011 | Kang Woo-suk   |                 |
| 21  | 2012 | Hong Sang-soo  |                 |
| 22  | 2013 | O Muel         | Jiseul          |
| 23  | 2014 | Kim Dong-won   |                 |
| 24  | 2015 | Im Heung-soon  | Factory Complex |
| 24  | 2015 | Kim Min-kyung  | Factory Complex |
| 25  | 2016 | Yeon Sang-ho   | Train to Busan  |

## Các giải thưởng khác
| Lần | Năm  | Hạng mục                              | Người nhận | Phim đoạt giải                                        |
| --- | ---- | ------------------------------------- | --- | ----------------------------------------------------- |
| 17  | 2008 | Dựng phim xuất sắc nhất               | Kim Sun-min | The Chaser, Hellcats, Who's That Knocking at My Door? |
| 17  | 2008 | Best Lighting                         | Choi Chul-soo | M                                                     |
| 17  | 2008 | Technical Award                       | Jeong Do-an | The Good, the Bad, the Weird                          |
| 17  | 2008 | Achievement Award in Film Development | Shin Seong-il\| data-sort-value="" style="background: var(--background-color-interactive, #ececec); color: var(--color-base, inherit); vertical-align: middle; text-align: center; " class="table-na" \| — |                                                       |
| 17  | 2008 | Special Jury Prize                    | Ji Jung-hyeon | The Good, the Bad, the Weird                          |
| 18  | 2009 | Best Dressed                          | So Ji-sub\| data-sort-value="" style="background: var(--background-color-interactive, #ececec); color: var(--color-base, inherit); vertical-align: middle; text-align: center; " class="table-na" \| —     |                                                       |
| 20  | 2011 | Best Dressed                          | Lee Je-hoon\| data-sort-value="" style="background: var(--background-color-interactive, #ececec); color: var(--color-base, inherit); vertical-align: middle; text-align: center; " class="table-na" \| —   |                                                       |
| 28  | 2019 | Popular Star Award (Male)             | Do Kyungsoo | Swing Kids (2018 film)                                |
| 28  | 2019 | Popular Star Award (Female)           | Im Yoon-ah | Exit (2019 film)                                      |
| 29  | 2020 | Popular Star Award (Male)             | Kang Dong-won | Peninsula                                             |
| 29  | 2020 | Popular Star Award (Female)           | Seo Yea-ji | By Quantum Physics: A Nightlife Venture               |

## Phim nước ngoài xuất sắc nhất
| Lần | Năm  | Phim đoạt giải               | Đạo diễn                    |
| --- | ---- | ---------------------------- | --------------------------- |
| 1   | 1958 | La Strada                    | Federico Fellini            |
| 2   | 1959 | Gervaise                     | René Clément                |
| 3   | 1960 | A Man Escaped                | Robert Bresson              |
| 4   | 1961 | The Last Bridge              | Helmut Käutner              |
| 5   | 1962 | Purple Noon                  | René Clément                |
| 6   | 1963 | The Bridge on the River Kwai | David Lean                  |
| 7   | 1964 | General Della Rovere         | Roberto Rossellini          |
| 8   | 1965 | L'Eclisse                    | Michelangelo Antonioni      |
| 9   | 1966 | The Umbrellas of Cherbourg   | Jacques Demy                |
| 10  | 1967 | To Kill a Mockingbird        | Robert Mulligan             |
| 11  | 1968 | West Side Story              | Robert Wise, Jerome Robbins |
| 12  | 1969 | A Man and a Woman            | Claude Lelouch              |
| 13  | 1970 | The Sound of Music           | Robert Wise                 |
| 14  | 1971 | The Arrangement              | Elia Kazan                  |
| 15  | 1972 | Oliver!                      | Carol Reed                  |
| 16  | 1973 | The French Connection        | William Friedkin            |

- Lưu ý: toàn bộ danh sách trên được tham khảo.[5]